# Rosa henryi
Espèce
Classification phylogénétique
Rosa henryi est une espèce de plantes à fleurs de la famille des Rosaceae. C'est un rosier classé dans la section des Synstylae, originaire de Chine.
Il pousse entre 1 700 et 2 000 mètres d'altitude dans les bordures forestières et les broussailles, dans les vallées et les terres agricoles.

## Description
Cette plante est un arbrisseau grimpant, de 3 à 8 mètres de haut. Les tiges portent des aiguillons recourbés, qui sont absents des rameaux florilèges.
Les feuilles, glabres ou faiblement pubescentes, ont généralement cinq folioles elliptiques à base arrondie de 4,5 à 8 cm de long.
Les fleurs, simples, blanches, odorantes, de 3 à 4 cm de diamètre, sont regroupées par 8 à 15 en corymbes ombelliformes. La floraison, abondante, se produit du milieu à la fin de l'été.
Les fruits sont rouge brunâtre.

## Culture et utilisation
Rosa henrii est cultivé comme plante ornementale pour la beauté de ses fleurs.